# Gran Premio de Portugal de Motociclismo de 2024
El Gran Premio de Portugal de Motociclismo de 2024 (oficialmente: Grande Prémio Tissot de Portugal ) fue la segunda prueba del Campeonato del Mundo de Motociclismo de 2024. Tuvo lugar en el fin de semana del 22 al 24 de marzo de 2024 en el Autódromo Internacional do Algarve, situado en la ciudad de Portimão, región de Algarve, Portugal.
La carrera al sprint de MotoGP fue ganada por Maverick Viñales, seguido de Marc Márquez y Jorge Martín.
La carrera de MotoGP fue ganada por Jorge Martín, seguido de Enea Bastianini y Pedro Acosta. Arón Canet fue el ganador de la prueba de Moto2, por delante de Joe Roberts y Manu González. La carrera de Moto3 fue ganada por Daniel Holgado, José Antonio Rueda fue segundo e Iván Ortolá tercero.
Esta prueba fue la primera ronda doble de la Temporada 2024 del Campeonato del Mundo de MotoE. La primera carrera de MotoE fue ganada por Nicholas Spinelli, Héctor Garzó fue segundo y Mattia Casadei tercero. La segunda carrera fue ganada por Mattia Casadei, seguido de Héctor Garzó y Óscar Gutiérrez.

## Resultados

### Resultados MotoGP

#### Carrera al sprint
| Pos.    | N.º | Piloto                | Equipo                            | Constructor | Vueltas | Tiempo    | Parrilla | Puntos |
| ------- | --- | --------------------- | --------------------------------- | ----------- | ------- | --------- | -------- | ------ |
| 1       | 12  | Maverick Viñales      | Aprilia Racing                    | Aprilia     | 12      | 19:49.636 | 2        | 12     |
| 2       | 93  | Marc Márquez          | Gresini Racing MotoGP             | Ducati      | 12      | +1.039    | 8        | 9      |
| 3       | 89  | Jorge Martín          | Prima Pramac Racing               | Ducati      | 12      | +1.122    | 3        | 7      |
| 4       | 1   | Francesco Bagnaia     | Ducati Lenovo Team                | Ducati      | 12      | +4.155    | 4        | 6      |
| 5       | 43  | Jack Miller           | Red Bull KTM Factory Racing       | KTM         | 12      | +4.329    | 5        | 5      |
| 6       | 23  | Enea Bastianini       | Ducati Lenovo Team                | Ducati      | 12      | +4.384    | 1        | 4      |
| 7       | 31  | Pedro Acosta          | Red Bull GasGas Tech 3            | KTM         | 12      | +5.088    | 7        | 3      |
| 8       | 41  | Aleix Espargaró       | Aprilia Racing                    | Aprilia     | 12      | +6.161    | 13       | 2      |
| 9       | 20  | Fabio Quartararo      | Monster Energy Yamaha MotoGP Team | Yamaha      | 12      | +7.501    | 9        | 1      |
| 10      | 25  | Raúl Fernández        | Trackhouse Racing MotoGP          | Aprilia     | 12      | +8.484    | 16       |        |
| 11      | 72  | Marco Bezzecchi       | Pertamina Enduro VR46 Racing Team | Ducati      | 12      | +9.529    | 6        |        |
| 12      | 88  | Miguel Oliveira       | Trackhouse Racing MotoGP          | Aprilia     | 12      | +10.519   | 15       |        |
| 13      | 73  | Álex Márquez          | Gresini Racing MotoGP             | Ducati      | 12      | +11.458   | 12       |        |
| 14      | 36  | Joan Mir              | Repsol Honda Team                 | Honda       | 12      | +14.035   | 20       |        |
| 15      | 37  | Augusto Fernández     | Red Bull GasGas Tech 3            | KTM         | 12      | +14.853   | 18       |        |
| 16      | 21  | Franco Morbidelli     | Prima Pramac Racing               | Ducati      | 12      | +16.049   | 17       |        |
| 17      | 30  | Takaaki Nakagami      | LCR Honda IDEMITSU                | Honda       | 12      | +16.398   | 21       |        |
| 18      | 10  | Luca Marini           | Repsol Honda Team                 | Honda       | 12      | +24.907   | 22       |        |
| Ret     | 5   | Johann Zarco          | LCR Honda Castrol                 | Honda       | 5       | Retirado  | 19       |        |
| Ret     | 49  | Fabio Di Giannantonio | Pertamina Enduro VR46 Racing Team | Ducati      | 3       | Caída     | 14       |        |
| Ret     | 33  | Brad Binder           | Red Bull KTM Factory Racing       | KTM         | 3       | Caída     | 10       |        |
| Ret     | 42  | Álex Rins             | Monster Energy Yamaha MotoGP Team | Yamaha      | 2       | Caída     | 11       |        |
| Fuente: |     |                       |                                   |             |         |           |          |        |

#### Carrera
| Pos.    | N.º | Piloto                | Equipo                            | Constructor | Vueltas | Tiempo    | Parrilla | Puntos |
| ------- | --- | --------------------- | --------------------------------- | ----------- | ------- | --------- | -------- | ------ |
| 1       | 89  | Jorge Martín          | Prima Pramac Racing               | Ducati      | 25      | 41:18.138 | 3        | 25     |
| 2       | 23  | Enea Bastianini       | Ducati Lenovo Team                | Ducati      | 25      | +0.882    | 1        | 20     |
| 3       | 31  | Pedro Acosta          | Red Bull GasGas Tech 3            | KTM         | 25      | +5.362    | 7        | 16     |
| 4       | 33  | Brad Binder           | Red Bull KTM Factory Racing       | KTM         | 25      | +11.129   | 10       | 13     |
| 5       | 43  | Jack Miller           | Red Bull KTM Factory Racing       | KTM         | 25      | +16.437   | 5        | 11     |
| 6       | 72  | Marco Bezzecchi       | Pertamina Enduro VR46 Racing Team | Ducati      | 25      | +19.403   | 6        | 10     |
| 7       | 20  | Fabio Quartararo      | Monster Energy Yamaha MotoGP Team | Yamaha      | 25      | +20.130   | 9        | 9      |
| 8       | 41  | Aleix Espargaró       | Aprilia Racing                    | Aprilia     | 25      | +21.549   | 13       | 8      |
| 9       | 88  | Miguel Oliveira       | Trackhouse Racing MotoGP          | Aprilia     | 25      | +23.929   | 15       | 7      |
| 10      | 49  | Fabio Di Giannantonio | Pertamina Enduro VR46 Racing Team | Ducati      | 25      | +28.195   | 14       | 6      |
| 11      | 37  | Augusto Fernández     | Red Bull GasGas Tech 3            | KTM         | 25      | +28.244   | 18       | 5      |
| 12      | 36  | Joan Mir              | Repsol Honda Team                 | Honda       | 25      | +29.271   | 20       | 4      |
| 13      | 42  | Álex Rins             | Monster Energy Yamaha MotoGP Team | Yamaha      | 25      | +31.334   | 11       | 3      |
| 14      | 30  | Takaaki Nakagami      | LCR Honda IDEMITSU                | Honda       | 25      | +34.932   | 21       | 2      |
| 15      | 5   | Johann Zarco          | LCR Honda Castrol                 | Honda       | 25      | +38.267   | 19       | 1      |
| 16      | 93  | Marc Márquez          | Gresini Racing MotoGP             | Ducati      | 25      | +40.174   | 8        |        |
| 17      | 10  | Luca Marini           | Repsol Honda Team                 | Honda       | 25      | +40.775   | 22       |        |
| 18      | 21  | Franco Morbidelli     | Prima Pramac Racing               | Ducati      | 25      | +52.362   | 17       |        |
| Ret     | 12  | Maverick Viñales      | Aprilia Racing                    | Aprilia     | 24      | Caída     | 2        |        |
| Ret     | 1   | Francesco Bagnaia     | Ducati Lenovo Team                | Ducati      | 23      | Retirado  | 4        |        |
| Ret     | 73  | Álex Márquez          | Gresini Racing MotoGP             | Ducati      | 17      | Retirado  | 12       |        |
| Ret     | 25  | Raúl Fernández        | Trackhouse Racing MotoGP          | Aprilia     | 3       | Caída     | 16       |        |
| Fuente: |     |                       |                                   |             |         |           |          |        |

### Resultados Moto2
| Pos.    | N.º | Piloto                  | Constructor | Vueltas | Tiempo              | Parrilla | Puntos |
| ------- | --- | ----------------------- | ----------- | ------- | ------------------- | -------- | ------ |
| 1       | 44  | Arón Canet              | Kalex       | 21      | 36:03.959           | 3        | 25     |
| 2       | 16  | Joe Roberts             | Kalex       | 21      | +2.059              | 5        | 20     |
| 3       | 3   | Manuel González         | Kalex       | 21      | +2.610              | 1        | 16     |
| 4       | 54  | Fermín Aldeguer         | Boscoscuro  | 21      | +3.212              | 2        | 13     |
| 5       | 79  | Ai Ogura                | Boscoscuro  | 21      | +3.728              | 7        | 11     |
| 6       | 3   | Sergio García           | Boscoscuro  | 21      | +6.716              | 8        | 10     |
| 7       | 13  | Celestino Vietti        | Kalex       | 21      | +7.228              | 14       | 9      |
| 8       | 75  | Albert Arenas           | Kalex       | 21      | +7.663              | 6        | 8      |
| 9       | 24  | Marcos Ramírez          | Kalex       | 21      | +7.758              | 11       | 7      |
| 10      | 35  | Somkiat Chantra         | Kalex       | 21      | +8.728              | 9        | 6      |
| 11      | 52  | Jeremy Alcoba           | Kalex       | 21      | +8.913              | 10       | 5      |
| 12      | 14  | Tony Arbolino           | Kalex       | 21      | +10.072             | 12       | 4      |
| 13      | 7   | Barry Baltus            | Kalex       | 21      | +10.707             | 16       | 3      |
| 14      | 81  | Senna Agius             | Kalex       | 21      | +16.739             | 13       | 2      |
| 15      | 15  | Darryn Binder           | Kalex       | 21      | +17.945             | 20       | 1      |
| 16      | 64  | Bo Bendsneyder          | Kalex       | 21      | +18.071             | 18       |        |
| 17      | 71  | Dennis Foggia           | Kalex       | 21      | +21.666             | 15       |        |
| 18      | 10  | Diogo Moreira           | Kalex       | 21      | +21.891             | 17       |        |
| 19      | 84  | Zonta van den Goorbergh | Kalex       | 21      | +23.387             | 19       |        |
| 20      | 53  | Deniz Öncü              | Kalex       | 21      | +26.523             | 25       |        |
| 21      | 5   | Jaume Masià             | Kalex       | 21      | +33.994             | 23       |        |
| 22      | 28  | Izan Guevara            | Kalex       | 21      | +41.234             | 22       |        |
| 23      | 34  | Mario Aji               | Kalex       | 21      | +41.336             | 27       |        |
| 24      | 11  | Álex Escrig             | Forward     | 21      | +55.259             | 24       |        |
| 25      | 21  | Alonso López            | Boscoscuro  | 20      | +1 vuelta           | 4        |        |
| Ret     | 22  | Ayumu Sasaki            | Kalex       | 15      | Caída               | 21       |        |
| Ret     | 20  | Xavier Cardelús         | Kalex       | 9       | Caída               | 26       |        |
| WD      | 96  | Jake Dixon              | Kalex       |         | Retirado del evento |          |        |
| WD      | 43  | Xavier Artigas          | Forward     |         | Retirado del evento |          |        |
| 1. 2.   |     |                         |             |         |                     |          |        |
| Fuente: |     |                         |             |         |                     |          |        |

### Resultados Moto3
| Pos.    | N.º | Piloto             | Constructor | Vueltas | Tiempo        | Parrilla | Puntos |
| ------- | --- | ------------------ | ----------- | ------- | ------------- | -------- | ------ |
| 1       | 96  | Daniel Holgado     | Gas Gas     | 19      | 34:09.038     | 4        | 25     |
| 2       | 99  | José Antonio Rueda | KTM         | 19      | +0.044        | 1        | 20     |
| 3       | 48  | Iván Ortolá        | KTM         | 19      | +0.820        | 7        | 16     |
| 4       | 80  | David Alonso       | CFMoto      | 19      | +2.218        | 3        | 13     |
| 5       | 66  | Joel Kelso         | KTM         | 19      | +2.246        | 2        | 11     |
| 6       | 95  | Collin Veijer      | Husqvarna   | 19      | +2.263        | 6        | 10     |
| 7       | 82  | Stefano Nepa       | KTM         | 19      | +4.499        | 10       | 9      |
| 8       | 78  | Joel Estaban       | CFMoto      | 19      | +5.430        | 11       | 8      |
| 9       | 64  | David Muñoz        | KTM         | 19      | +16.018       | 13       | 7      |
| 10      | 31  | Adrián Fernández   | Honda       | 19      | +16.143       | 15       | 6      |
| 11      | 12  | Jacob Roulstone    | Gas Gas     | 19      | +16.213       | 14       | 5      |
| 12      | 24  | Tatsuki Suzuki     | Husqvarna   | 19      | +20.682       | 20       | 4      |
| 13      | 21  | Vicente Pérez      | KTM         | 19      | +20.776       | 18       | 3      |
| 14      | 19  | Scott Ogden        | Honda       | 19      | +21.163       | 9        | 2      |
| 15      | 10  | Nicola Carraro     | KTM         | 19      | +21.172       | 16       | 1      |
| 16      | 7   | Filippo Farioli    | Honda       | 19      | +23.285       | 8        |        |
| 17      | 72  | Taiyo Furusato     | Honda       | 19      | +32.751       | 21       |        |
| 18      | 70  | Joshua Whatley     | Honda       | 19      | +38.600       | 22       |        |
| 19      | 55  | Noah Dettwiler     | KTM         | 19      | + 42.061      | 26       |        |
| 20      | 5   | Tatchakorn Buasri  | Honda       | 19      | +53.651       | 23       |        |
| 21      | 71  | Hamad Al-Sahouti   | Honda       | 19      | +1:10.193     | 24       |        |
| 22      | 58  | Luca Lunetta       | Honda       | 19      | +1:25.798     | 25       |        |
| Ret     | 54  | Riccardo Rossi     | KTM         | 14      | Caída         | 5        |        |
| Ret     | 6   | Ryusei Yamanaka    | KTM         | 0       | Colisión      | 17       |        |
| Ret     | 36  | Ángel Piqueras     | Honda       | 0       | Colisión      | 19       |        |
| DSQ     | 18  | Matteo Bertelle    | Honda       |         | Descalificado | 12       |        |
| 1.      |     |                    |             |         |               |          |        |
| Fuente: |     |                    |             |         |               |          |        |

### Resultados MotoE

#### Carrera 1
| Pos.    | N.º | Piloto             | vueltas | Tiempo    | Parrilla | Puntos |
| ------- | --- | ------------------ | ------- | --------- | -------- | ------ |
| 1       | 29  | Nicholas Spinelli  | 7       | 12:32.726 | 2        | 25     |
| 2       | 4   | Héctor Garzó       | 7       | +0.148    | 4        | 20     |
| 3       | 40  | Mattia Casadei     | 7       | +0.252    | 3        | 16     |
| 4       | 3   | Lukas Tulovic      | 7       | +3.403    | 8        | 13     |
| 5       | 21  | Kevin Zannoni      | 7       | +5.150    | 9        | 11     |
| 6       | 55  | Massimo Roccoli    | 7       | +6.132    | 12       | 10     |
| 7       | 9   | Andrea Mantovani   | 7       | +7.779    | 13       | 9      |
| 8       | 34  | Kevin Manfredi     | 7       | +15.779   | 15       | 8      |
| 9       | 7   | Chaz Davies        | 7       | +15.837   | 16       | 7      |
| 10      | 80  | Armando Pontone    | 7       | +16.277   | 17       | 6      |
| 11      | 6   | María Herrera      | 7       | +24.595   | 18       | 5      |
| 12      | 11  | Matteo Ferrari     | 7       | +1:24.770 | 11       | 4      |
| 13      | 72  | Alessio Finello    | 7       | +1:34.476 | 14       | 3      |
| Ret     | 77  | Miquel Pons        | 5       | Caída     | 10       |        |
| Ret     | 81  | Jordi Torres       | 5       | Colisión  | 7        |        |
| Ret     | 61  | Alessandro Zaccone | 5       | Colisión  | 5        |        |
| Ret     | 99  | Óscar Gutiérrez    | 4       | Caída     | 6        |        |
| Ret     | 51  | Eric Granado       | 1       | Caída     | 1        |        |
| Fuente: |     |                    |         |           |          |        |

#### Carrera 2
| Pos.    | N.º | Piloto             | vueltas | Tiempo    | Parrilla | Puntos |
| ------- | --- | ------------------ | ------- | --------- | -------- | ------ |
| 1       | 40  | Mattia Casadei     | 7       | 12:31.599 | 3        | 25     |
| 2       | 4   | Héctor Garzó       | 7       | +0.066    | 4        | 20     |
| 3       | 99  | Óscar Gutiérrez    | 7       | +0.198    | 6        | 16     |
| 4       | 51  | Eric Granado       | 7       | +0.597    | 1        | 13     |
| 5       | 81  | Jordi Torres       | 7       | +0.965    | 7        | 11     |
| 6       | 3   | Lukas Tulovic      | 7       | +1.251    | 8        | 10     |
| 7       | 21  | Kevin Zannoni      | 7       | +1.343    | 9        | 9      |
| 8       | 11  | Matteo Ferrari     | 7       | +1.651    | 11       | 8      |
| 9       | 9   | Andrea Mantovani   | 7       | +3.330    | 13       | 7      |
| 10      | 55  | Massimo Roccoli    | 7       | +3.933    | 12       | 6      |
| 11      | 77  | Miquel Pons        | 7       | +4.012    | 10       | 5      |
| 12      | 61  | Alessandro Zaccone | 7       | +4.061    | 5        | 4      |
| 13      | 72  | Alessio Finello    | 7       | +13.066   | 14       | 3      |
| 14      | 34  | Kevin Manfredi     | 7       | +13.445   | 15       | 2      |
| 15      | 7   | Chaz Davies        | 7       | +15.782   | 16       | 1      |
| 16      | 80  | Armando Pontone    | 7       | +15.785   | 17       |        |
| 17      | 6   | María Herrera      | 7       | +20.843   | 18       |        |
| Ret     | 29  | Nicholas Spinelli  | 2       | Caída     | 2        |        |
| Fuente: |     |                    |         |           |          |        |